# نغوين منه فونج (لاعب كرة قدم)
نغوين منه فونج هو لاعب كرة قدم فيتنامي في مركز حراسة المرمى، ولد في 15 سبتمبر 1986 في محافظة ني أن في فيتنام. لعب مع نادي كوانغ نام.

## وصلات خارجية
- نغوين منه فونج (لاعب كرة قدم) على موقع قاعدة بيانات كرة القدم.إي يو (الإنجليزية)
- نغوين منه فونج (لاعب كرة قدم) على موقع Soccerway.com (الإنجليزية)